# Digital Coded Squelch
Digital Coded Squelch (DCS) (englisch für „digital kodierte Rauschsperre“) ist ein Selektivrufverfahren, das die Bildung von Benutzergruppen auf einer gemeinsamen Trägerfrequenz im Sprechfunk ermöglicht. Das Funktionsprinzip ist identisch mit dem von CTCSS, die technische Umsetzung unterscheidet sich jedoch grundlegend.

## DCS-Signale
| 0nn | 1nn | 2nn | 3nn | 4nn | 5nn | 6nn | 7nn |
| --- | --- | --- | --- | --- | --- | --- | --- |
| 023 | 114 | 205 | 306 | 411 | 503 | 606 | 703 |
| 025 | 115 | 223 | 311 | 412 | 506 | 612 | 712 |
| 026 | 116 | 226 | 315 | 413 | 516 | 624 | 723 |
| 031 | 125 | 243 | 331 | 423 | 532 | 627 | 731 |
| 032 | 131 | 244 | 343 | 431 | 546 | 631 | 732 |
| 043 | 132 | 245 | 346 | 432 | 565 | 632 | 734 |
| 047 | 134 | 251 | 351 | 445 |     | 654 | 743 |
| 051 | 143 | 261 | 364 | 464 |     | 662 | 754 |
| 054 | 152 | 263 | 365 | 465 |     | 664 |     |
| 065 | 155 | 265 | 371 | 466 |     |     |     |
| 071 | 156 | 271 |     |     |     |     |     |
| 072 | 162 |     |     |     |     |     |     |
| 073 | 165 |     |     |     |     |     |     |
| 074 | 172 |     |     |     |     |     |     |
|     | 174 |     |     |     |     |     |     |

Bei DCS wird ein digitaler Datenstrom mit einer fixen Bitrate von 134,4 bps im unteren Audiobereich wiederholend übertragen. Die einzelnen Kennungen werden als ein 23-Bit langer Golay-Code (23,12) codiert, welcher die Möglichkeit bietet, pro Codewort bis zu drei Übertragungsfehler zu erkennen und zu korrigieren. Von den 12 frei wählbaren Datenbits sind die letzten drei Bit per Festlegung auf den Wert '001' fixiert, welches für die verschiedenen Kennungen neun Nutzdatenbits übrig lässt. Diese neun Nutzdatenbits werden als eine Oktalzahl mit drei Stellen, jede Stelle umfasst drei Bits, dargestellt. Damit ergeben sich 512 Möglichkeiten, wovon per Definition 83 für die Codierung von Kennungen verwendet werden, um falsche Kennungzuordnungen durch Zeitverschiebungen im Übertragungsweg zu vermeiden. Diese 83 Kennungen sind von der Telecommunications Industry Association in der Norm TIA-603-E festgelegt und in nebenstehender Tabelle dargestellt. Darüber hinaus gibt es auch nicht normierte DCS-Kennungen, die von einzelnen Geräteherstellern verwendet werden.

## Vereinfachte Funktionsbeschreibung

### Beispiel Sprechfunk
Die übertragene Sprache wird für die Dauer jeder Aussendung im Sender mit einer von 52 möglichen Kennungen in Form eines digitalen Datenstroms unterlegt. Anders als bei der herkömmlichen Rauschsperre, die den Lautsprecher des Empfängers bei Empfang eines jeden Signales einschaltet, wird dieser bei der Verwendung von DCS nur dann aktiviert, wenn auch der Datenstrom mit einer zuvor festgelegten der 52 möglichen Kennungen erkannt wird.
Somit erhält der Empfänger nur jene Nachrichten, die von einem Sender mit der von ihm erwarteten Kennung versehen wurden. Der gleichzeitig mit der Sprache übertragene Datenstrom wird für den Benutzer im Empfänger unhörbar gemacht. Da das entsprechende Signal außerhalb des zur Sprachübertragung verwendeten Audiofrequenzbereiches liegt, kann es einfach wie effektiv herausgefiltert werden.
Auf diese Weise könnten prinzipiell auch einzelne Geräte angesprochen werden, indem man eben bei der Aussendung die jeweils von ihnen erwartete Kennung verwendet.
Tatsächlich ist es jedoch so, dass für diesen Zweck wesentlich einfachere und flexiblere Systeme mit größeren Adressräumen, also einer größeren Menge von individuell ansprechbaren Funkgeräten, wie beispielsweise 5-Ton-Ruf, DTMF sowie die in Europa weniger gebräuchlichen Techniken MODAT, MDC-1200 und Quik Call zur Verfügung stehen.

### Praktischer Nutzen
In der Praxis gibt es für DCS zweierlei Einsatzgebiete:

#### Vermeidung von Störgeräuschen
Der Lautsprecher wird nur noch bei Empfang einer erwünschten Aussendung und nicht mehr durch Störsignale wie Überreichweiten oder Einstrahlung durch elektrische Geräte eingeschaltet. Ist der Lautsprecher des Empfängers erst einmal durch eine laufende, erwünschte bzw. mit der erwarteten DCS-Kennung unterlegte Übertragung eingeschaltet, wird diese als solche jedoch selbstverständlich nicht gegen weitere Unterbrechungen oder Störungen geschützt.

#### Bildung von Benutzergruppen
Teilen sich beispielsweise eine Straßenbaufirma und ein Taxiunternehmen in einer Großstadt notgedrungen dieselbe Sprechfunkfrequenz, weil auf Grund der stadtweiten Nutzerzahl einfach nicht für jeden Betrieb eine eigene Frequenz zur Verfügung steht, werden sie kaum an den Nachrichten des Anderen interessiert sein. Verwenden nun beide Firmen eine unterschiedliche DCS-Kennung, bleiben die Funkgeräte der Taxifahrer stumm, wenn auf der Baustelle Material nachbestellt wird.
DCS taugt allerdings ausschließlich dazu, unerwünschte Übertragungen auszublenden. Sendet beispielsweise der Taxiunternehmer auf der gemeinsamen Frequenz, so ist diese belegt und es würde bei einer gleichzeitigen Aussendung durch einen anderen Teilnehmer zu Störungen kommen – unabhängig davon, ob es sich um einen anderen Taxifahrer mit der gleichen oder den Bauunternehmer mit einer unterschiedlichen DCS-Kennung handelt. Da jedoch die Funkgeräte des jeweils anderen Teilnehmers stumm bleiben, kann dieser einzig an einer optischen Anzeige erkennen, ob die gemeinsame Frequenz frei ist, er also seine Mitbenutzer nicht stören würde. Deshalb gibt es bei hochwertigen Funkgeräten meist die Möglichkeit, Aussendungen bei bereits belegter Frequenz mit technischen Mitteln zu unterbinden (meist „busy channel lockout“ / BCLO genannt).

#### Kein Schutz gegen unbefugtes Mithören
Eine Abhörsicherheit ist bei der Verwendung von Digital Coded Squelch in keiner Weise gegeben, da nur bei am Empfänger aktiviertem DCS überhaupt Signale unterdrückt werden.
Deaktiviert der Mithörer an seinem Funkgerät diese Funktion, werden alle Aussendungen auf der eingestellten Frequenz empfangen – unabhängig davon, ob sie mit einer DCS-Kennung versehen sind, oder nicht. Der gleiche Effekt wird erzielt, wenn das Empfangsgerät die DCS-Funktion schlichtweg nicht unterstützt. In der Anwendung ergibt sich der Umstand, dass die Sendetaste (PTT) etwas länger gedrückt werden muss (ca. 0,5 Sekunden), bis die Gruppengeräte das Signal für den Empfänger öffnen. Anders als im uncodierten Verfahren, wo sofort nach Tastendruck gesprochen werden kann.

## Alternative Bezeichnungen
Das Verfahren wurde 1994 im britischen Telekommunikationsstandard MPT 1381 unter dem Namen Digital Coded Squelch beschrieben.
Es ist jedoch bei diversen Herstellern von Sprechfunkgeräten unter abweichenden und teils irreführenden Bezeichnungen bekannt:
- Digital Private Line (DPL) ist eine Marke von Motorola.
- Digital Tone Code Squelch (DTCS) ist die bei ICOM verwendete Bezeichnung.
- Digital Channel Guard (DCG) heißt die Technik bei General Electric.
- Digital Quiet Talk (DQT) bei Kenwood